# Thamnium hansenii
Thamnium hansenii là một loài rêu trong họ Neckeraceae. Loài này được (Müll. Hal.) Broth. mô tả khoa học đầu tiên năm 1906.